# ランス・イトウ

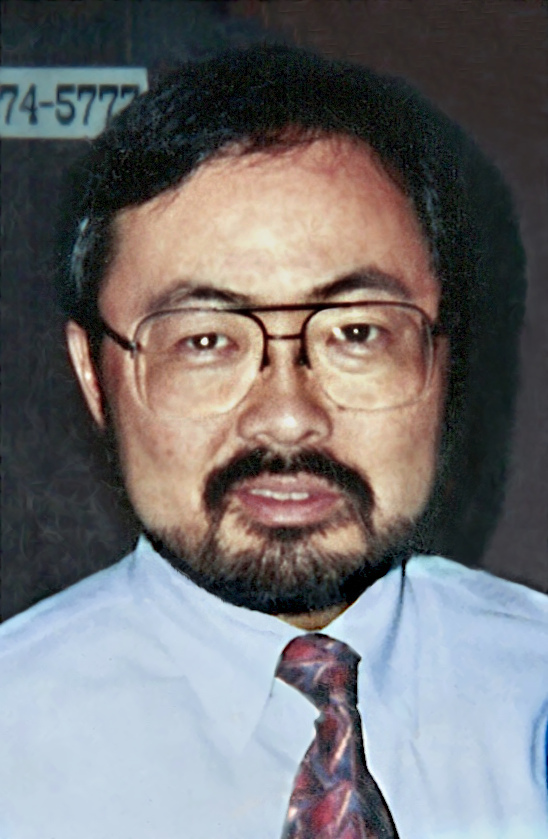
ランス・イトウ（1995年）

ランス・アラン・イトウ（英: Lance Allan Ito、1950年8月2日 - ）は、アメリカ合衆国の元判事。日系人。1995年のO.J.シンプソン殺人事件の刑事裁判の裁判長として知られる。

## 経歴
イトウはロサンゼルス生まれで、両親のジム・イトウとトシ・イトウは第二次世界大戦中に強制収容所に収容されていた。マウント・ハリウッド・コンゴゲーション教会の日曜学校に通い、ジョン・マーシャル高校では生徒会長を務め、1968年に「学者アスリート賞」を受賞。1972年にUCLAで優等学位を取得し、1975年にUCバークレー校ボアルト法科大学院で法学博士号を取得。1977年にロサンゼルス地方検事局に入局し、ハードコアギャング対策課や組織犯罪・テロ対策課で勤務。1992年にはロサンゼルス郡弁護士会から「年間最優秀裁判官賞」を受賞。1995年のO.J.シンプソン裁判では裁判官を勤め、無罪判決を下し、テレビ中継を許可した決定が議論を呼んだ（これにはアメリカの黒人の人種問題も考慮された）。また、イトウの妻マーガレット・ヨークが過去にマーク・ファーマン刑事の上官だったことも争点となった。
2002年にはエフレン・サルディバル事件の裁判官を務めた。ロサンゼルス郡は2012年4月、予算削減によりイトウの法廷を含む55の法廷を閉鎖すると発表した。イトウは2015年に退官した。